# Беглец из прошлого
«Беглец из прошлого», другое русское название — «Пролив голода» (яп. 飢餓海峡, кига кайкё; англ. A Fugitive from the Past) — японский чёрно-белый кинофильм, снятый режиссёром Тому Утида в 1964 году и вышедший в прокат в начале 1965 года. Эта трёхчасовая аллегорическая криминальная драма снята по мотивам романа Цутому Минаками и стоит плечом к плечу с лучшими фильмами 1960-х годов, а по теме и стилистике дополняет картину Куросавы «Рай и ад» (1963). Режиссёр в этой работе высказывает критическую точку зрения на послевоенное положение в Японии. Некоторые критики утверждают, что это один из лучших фильмов Тому Утиды, отмечая тонкую игру актеров и необычную структуру повествования. В 1999 году фильм занял почётное 3 место в опросе критиков журнала «Кинэма Дзюмпо», вознамерившихся определить сотню лучших японских фильмов XX века (хотя в 1966 году, определяя лучший фильм 1965 года, критики «Кинэма Дзюмпо» не включили киноленту даже в шорт-лист из 30-ти номинантов).

## Сюжет
20 сентября 1947 года в проливе Цугару разразился небывалой мощности тайфун в 10 баллов. В это время трое преступников ограбили хозяина ломбарда в Хакодате на острове Хоккайдо. Заметая следы, они убили как самого хозяина, так и всю его семью, а затем подожгли их дом. Сильным ветром пожар вскоре распространился по всему городу. Между тем в результате тайфуна в проливе перевернулся и пошёл ко дну паром «Соуммару» с 530 пассажирами на борту. В возникшей панике и суете преступники легко смогли взять лодку с намерением переправиться на остров Хонсю.
На следующий день два тела вынесло на берег, но они не были опознаны, так как их не было в списке пассажиров парома. Полицейский Юмисака заподозрил неладное и распорядился захоронить эти тела отдельно. Вскоре приходит сообщение о том, что из тюрьмы Абасири сбежали двое заключённых. По прилагавшимся к сообщению фотографиям после вскрытия могил преступники были опознаны. Но, по словам рыбака, хозяина лодки, мужчин было трое, а не двое.
Третий из преступников, Такити Инукаи ушёл с деньгами. Благополучно высадившись на противоположном берегу, он сжёг лодку и, встретив местную проститутку по имени Тидзуру, провёл у неё ночь. Когда поутру Инукаи увидел свежие газеты, он спешно попрощался с Тидзуру, оставив в благодарность за её доброту крупную сумму денег.
Тидзуру (это прозвище ей дали в борделе, а настоящее её имя Яэ Сугито) ликует от такой щедрости клиента. Такая крупная сумма денег даёт ей возможность хоть как то встать на ноги. Она расплачивается со всеми своими долгами, даёт часть денег родителям и уезжает в Токио, где пытается начать новую жизнь. Яэ долгие годы молится на своего благодетеля, желая его отблагодарить. И вдруг однажды, по прошествии десяти лет ей на глаза попадается газета с фотографией Инукаи, хотя в газетной заметке написано, что это некий бизнесмен и филантроп Кёитиро Таруми. Тем не менее, Яэ не сомневается, что это именно он и отправляется в указанный в газете город Майдзуру, чтобы его найти.
Яэ пытается отблагодарить его, но поскольку теперь он стал уважаемым гражданином, живущим под чужим именем, Таруми убивает её, чтобы сохранить тайну своего прошлого. Юмисака, который 10 лет назад был вынужден уйти в отставку из полиции из-за его одержимости этим делом, и молодой следователь Тооки Адзимура находят улики против Таруми (он же Инукаи), чтобы привлечь его к ответственности.
Когда подозреваемого везут на пароме назад на Хоккайдо для следственного эксперимента, он совершает самоубийство прыгнув с корабля в воды пролива Цугару.

## В ролях
- Рэнтаро Микуни — Такити Инукаи / Кёитиро Таруми
- Сатико Хидари — Тидзуру / Яэ Сугито
- Дзюндзабуро Бан — полицейский Юмисака
- Кэн Такакура — следователь Тооки Адзимура
- Кодзи Мицуи — Мотодзима
- Садако Савамура — жена Мотодзимы
- Ёси Като — отец Яэ
- Сусуму Фудзита — шеф полиции
- Акико Кадзами — Тосико

## Премьеры
- — 15 января 1965 года состоялась национальная премьера фильма в Токио[4]
- — 23 октября 2010 года фильм впервые был показан в Индии в рамках Мумбайского кинофестиваля[5].
- — 29 сентября 2012 года — впервые показан в России, в киноконцертном зале ЦДХ (Москва) в рамках ретроспективы фильмов режиссёра Тому Утиды, организованной Японским фондом, Посольством Японии в России и Музеем кино[6].

## Награды и номинации
Кинопремия «Голубая лента»
- 16-я церемония награждения (1966)[7]

- премия за лучший сценарий 1965 года — Наоюки Судзуки.

Кинопремия «Кинэма Дзюмпо» (1966)
- премия лучшему актёру 1965 года — Рэнтаро Микуни.

Кинопремия «Майнити» (1966)
- 20-я церемония награждения (за 1965 год)[8].

Выиграны:
- премия за лучшую режиссёрскую работу — Тому Утида.
- премия за лучший сценарий — Наоюки Судзуки.
- премия лучшему актёру 1965 года — Рэнтаро Микуни (ex aequo — «История грабителей в Японии», реж. Сацуо Ямамото).
- премия лучшей актрисе 1965 года — Сатико Хидари.
- премия лучшему актёру второго плана — Дзюндзабуро Бан.

## Комментарии
1. ↑  Русское название «Пролив голода» — это перевод с оригинального японского названия. Название «Беглец из прошлого» — это русский перевод с английского названия фильма в международном прокате — A Fugitive from the Past. Под этим названием фильм демонстрировался в Москве в рамках ретроспективы фильмов Тому Утиды, под этим же названием фильм распространён на торрент-трекерах в рунете.